# Ferrovia Mandela-Subiaco
La ferrovia Mandela-Subiaco era una ferrovia privata a scartamento ordinario del Lazio che collegava Subiaco e i centri circonvicini alla ferrovia Roma-Sulmona-Pescara nella stazione di Mandela-Sambuci.

## Storia
In seguito all'apertura al traffico della Roma-Sulmona molti piccoli comuni del Lazio cercarono di uscire dall'isolamento in cui versavano proponendo la costruzione di linee ferrate economiche. In particolare ebbe esito positivo la richiesta del comune di Subiaco e del commendator Desiderio Baccelli, che nel 1884 aveva fatto aprire la ferrovia Albano-Nettuno: per cui, il 29 novembre del 1888, il governo del Regno rilasciò la concessione ai promotori della richiesta; a causa di vari problemi, tra cui la morte di Baccelli, la costruzione iniziò solo nel 1899, dopo la cessione della concessione da parte degli eredi di Baccelli alla ditta Alarico Piatti, che costituì la Società anonima per la Ferrovia Mandela-Subiaco la cui sede legale venne posta a Torino. La ferrovia iniziò l'esercizio il 24 febbraio 1901. Il traffico fu modesto sin dall'inizio data la piccola dimensione dei centri attraversati (nonostante fossero stati istituiti treni diretti tra Roma e Subiaco) e, nonostante un modesto traffico merci, il deficit d'esercizio continuò a salire finché, anche a causa della pesante crisi economica degli anni trenta, venne decretata la chiusura della linea al traffico ferroviario. Non venne mai previsto né tentato l'impiego di automotrici, sebbene nei progetti di Piatti fosse contemplata la trazione elettrica, tanto da chiedere nel 1898 la concessione d'utilizzo delle acque dell'Aniene per azionare una centrale elettrica.
Il servizio ferroviario venne soppresso l'11 dicembre 1933 istituendo al suo posto un servizio automobilistico.

## Caratteristiche
| Unknown route-map component "dCONTgq" | Unknown route-map component "STR+r" | Unknown route-map component "d" |

| Station on track |

| Unknown route-map component "d" | Unknown route-map component "xABZgl" | Unknown route-map component "dCONTfq" |

| Unknown route-map component "exhKRZWae" |

| Unknown route-map component "exBHF" |

| Unknown route-map component "exhKRZWae" |

| Unknown route-map component "exBHF" |

| Unknown route-map component "exBHF" |

| Unknown route-map component "exKBHFe" |

La ferrovia aveva origine dal piazzale della stazione di Mandela della linea ferroviaria Roma-Pescara, e all'inizio correva affiancata alla detta ferrovia per quasi un chilometro e mezzo poi curvava a sud in direzione del fiume Aniene che veniva attraversato con un ponte in muratura. Dopo la stazione di Anticoli-Roviano la linea superava di nuovo il fiume con un ponte simile al precedente. Raggiungeva poi la stazione di Marano, la fermata di Agosta e, dopo una piccola galleria, entrava nella stazione di Rocca Canterano-Cervara-Canterano, che teoricamente avrebbe dovuto servire i tre centri abitati dai quali però distava parecchi chilometri. Infine terminava la sua corsa alla stazione di Subiaco, con un percorso totale di 22,709 km.
La linea era armata con rotaie da 27 kg/m montate su traversine di legno distanti 0,80 m l'una dall'altra. Tale tipo di costruzione, molto economica, permetteva solo basse velocità di linea non superiori a 40 km/h. La linea era quasi tutta pianeggiante con una sola livelletta della pendenza di 14 per mille e curve di raggio non inferiore a 250 m. Non venne fatto alcun ammodernamento degli impianti fino alla chiusura, per cui, a causa dell'invecchiamento dell'armamento, la velocità massima in seguito scese a 35 km/h. L'esercizio venne svolto con trazione a vapore impiegando tre locomotive a 3 assi accoppiati del tipo locotender che trainavano treni omnibus composti di vetture a 2 assi e carri merci. In seguito vennero acquisite altre due locomotive delle quali l'ultima fu una 822 alienata dalle Ferrovie dello Stato.

## Materiale rotabile
Il parco rotabili era costituito da:
Locomotive a vapore:
- Locotender a tre assi accoppiati FMS 1,2,3,
- Locotender a tre assi accoppiati FMS 4; acquisita da SLM Winterthur (n° fabr. 1824) nel 1907
- Locotender a tre assi accoppiati FMS 822.008; acquisita usata dalle Ferrovie dello Stato nel 1925

Carrozze e carri merci:
- Carrozze a terrazzini, a 2 assi, costruzione Carminati e Toselli: 6 unità
- Carri di vario tipo: 17 unità

All'apertura della linea il parco rotabili era composto da quattro locotender a tre assi, quattro carrozze di terza classe, tre carrozze di seconda classe, cinque carrozze miste di prima e seconda classe e tre bagagliai, oltre a diversi carri merci ad alte sponde e pianali; tutte le carrozze erano a due assi e terrazzini con cassa in legno.